# 카탈리나 산디노 모레노
카탈리나 산디노 모레노(스페인어: Catalina Sandino Moreno, 1981년 4월 19일 ~ )는 콜롬비아의 배우이다.

## 출연 작품
- 더 쿼리 (2020)
- 인카네이트 (2016)
- 커스터디 (2015)
- 더 데블스 도어 (2014)
- 거리의 보안관 (2014)
- 모스트 바이어런트 (2014)
- 메데아스 (2013)
- 매직 매직 (2013)
- 방콕 크리미널 (2013)
- 포 그레이터 글로리 (2012)
- 라 시기엔떼 엘리나와 (2010)
- 체 게바라: 2부 게릴라 (2008)
- 체 게바라: 1부 아르헨티나 (2008)
- 콜레라 시대의 사랑 (2007)
- 이토록 뜨거운 순간 (2007)
- 저니 투 더 엔드 오브 더 나잇 (2006)
- 패스트 푸드 네이션 (2006)
- 사랑해, 파리 (2006)
- 기품있는 마리아 (2004)